# Freedom űrállomás
A Freedom űrállomás a NASA földközeli pályára tervezett űrállomása volt 1993 novemberéig. Egy rövid időre elnevezését az Alfa űrállomás váltotta föl. Elemeinek fölhasználásával épült meg a Nemzetközi Űrállomás.

## Előkészületei, tervezése
A korai 1980-as években, amikor már elkészült az űrrepülőgép, a NASA egy folyamatosan lakott űrállomás tervezését kezdte meg, amely az akkor már épülő, modulrendszerű szovjet Mir űrállomás versenytársa lett volna. Ennek elnevezése lett a Freedom űrállomás. Fölhasználása a folyamatos kísérletezés mellett az űrszondák javítása is lett volna. A csillagászati megfigyelések mellett a legfontosabb szempont a mikrogravitációs laboratórium fölállítása volt. A tervezett űrállomás megépítését Reagan amerikai elnök 1984-ben jelentette be.
Az 1990-ben megindult tervezés során több ezer javaslat gyűlt össze űrkísérletekre, felszerelési tárgyakra, melyek között szerepelt a bolygókhoz vivő űrszondák fölbocsátása is az űrállomásról. (A legismertebb ezek közül a Galileo). Magyar közreműködésű javaslatok is szerepeltek, melyek közül a legismertebb az űrkemence, a Miskolci Egyetem fejlesztése. Az előkészületek közé tartozott az is, hogy néhány űrrepülőgépes expedícióba a világűrben történő szerelés egyes elemeit is beiktatták.

### Tervek, modellek
1984-től az űrállomást tervező iroda (Space Station Program Office) a NASA Johnson Space Centerben több űrállomás modell tervét is bemutatta. Ezeket a korai terveket fokozatosan egyszerűsítették. A Challenger katasztrófa után csökkent a program költségvetése.

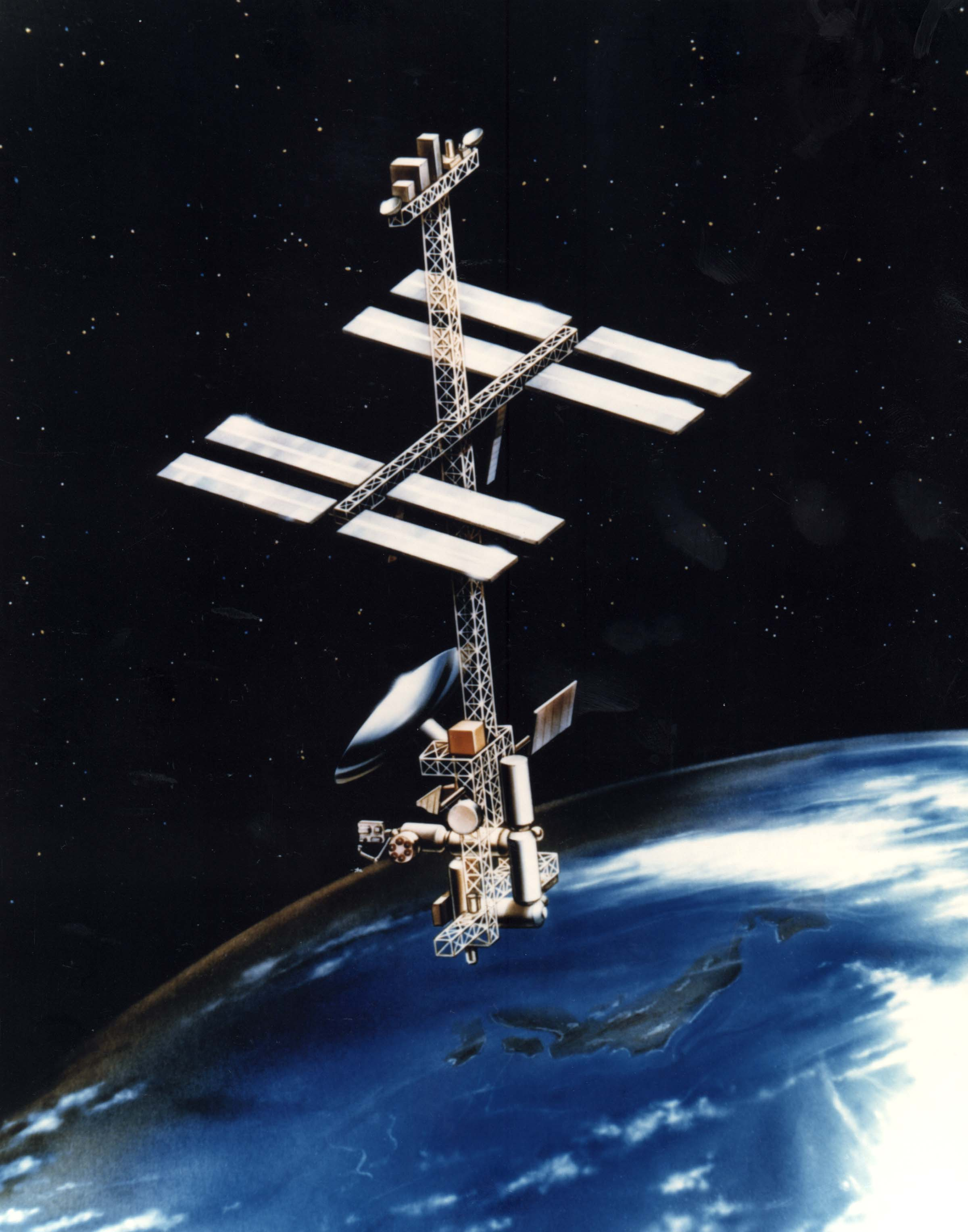
"Erőtorony" űrállomás terve (1984)

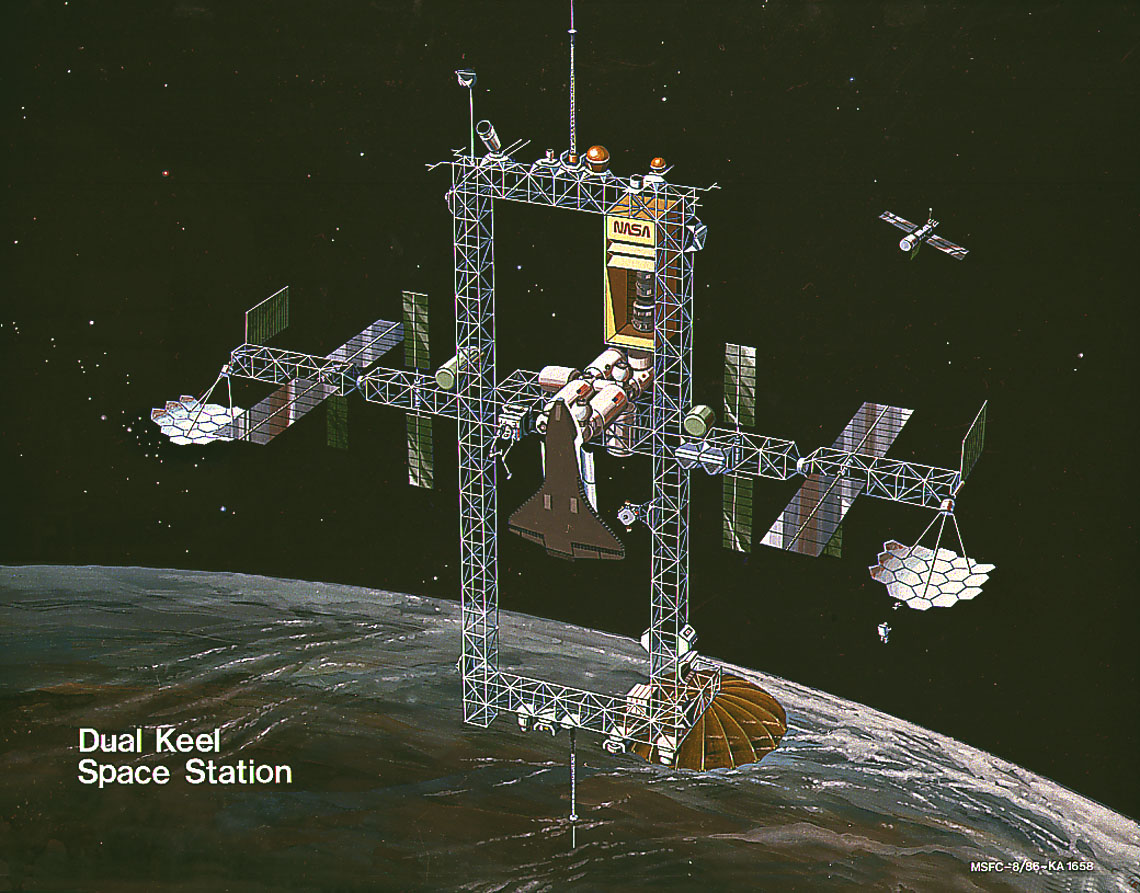
"Kétgerincű" űrállomás terve (1986)

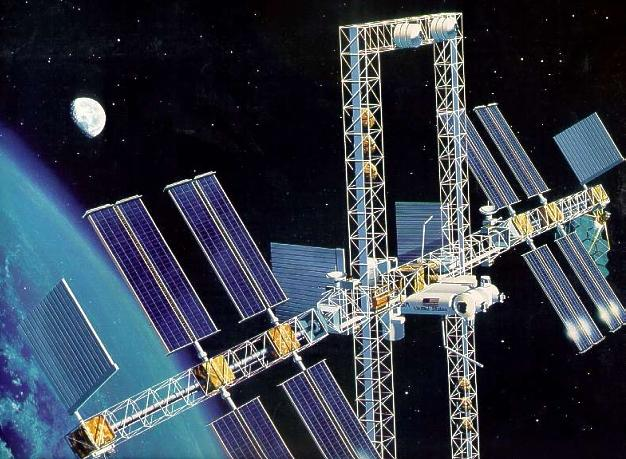
"Kétgerincű" Freedom űrállomás terve

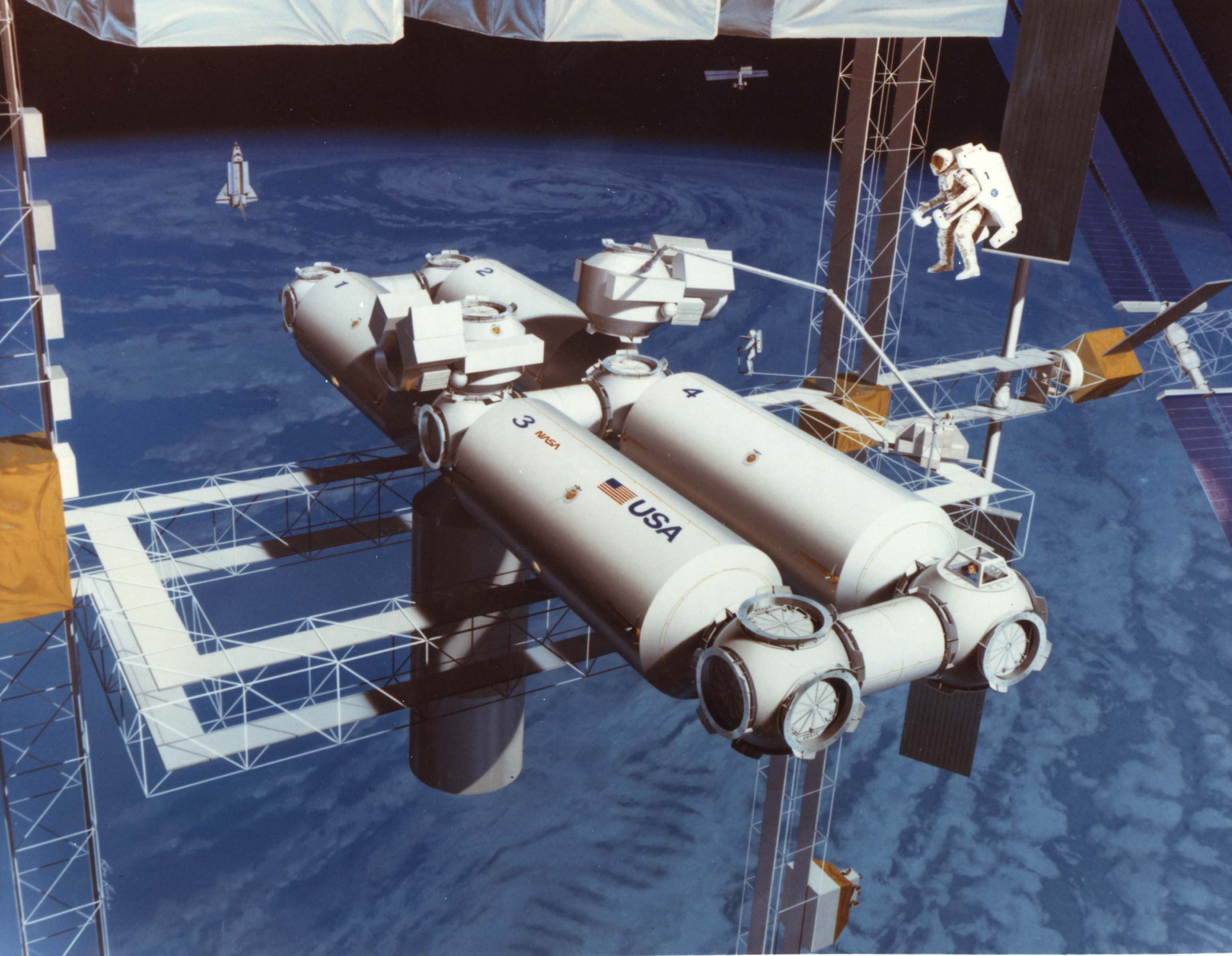
McDonnell-Douglas űrállomás terv (1986)

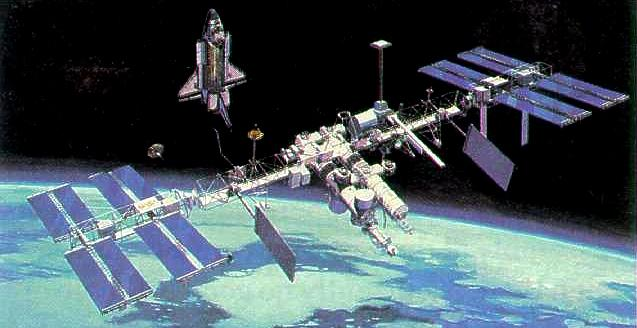
Átdolgozott Freedom terv (1987)

### AFreedoműrállomástól (1988) azAlfaűrállomásig (1993)

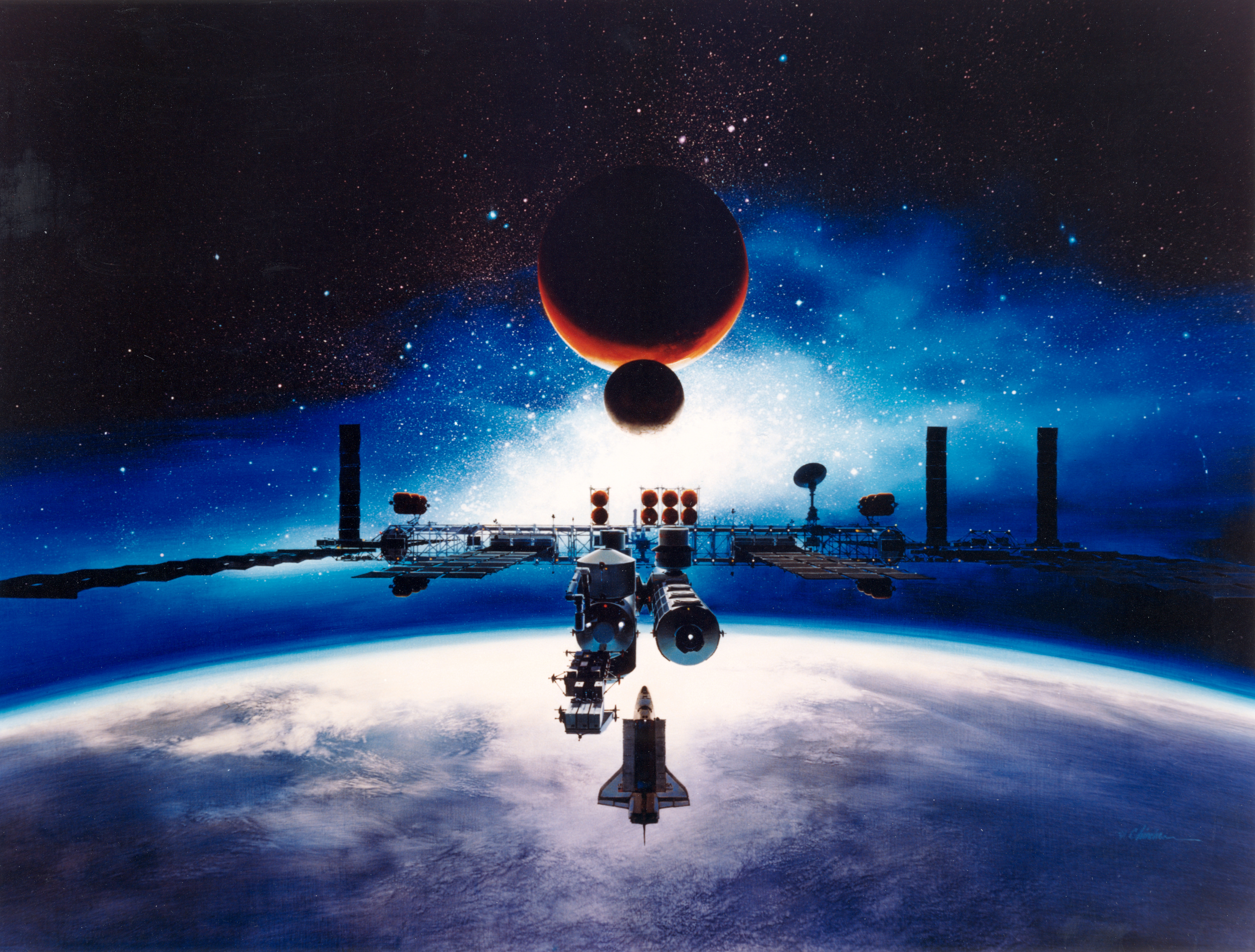
A Freedom 1991-es terve

1988-ra jutott olyan állapotba a tervezés, hogy a NASA elkezdte a szerződéskötéseket az elkövetkező 10 évre. A megvalósítás menetében kis változást hozott az, hogy az 1990-es költségvetési évre, majd az 1991-es évre a program költségvetését csökkentették. Ezekkel a változásokkal az első fölbocsátás időpontja 1995-re tolódott el. 1997-től kezdődött volna a folyamatos használata és 1998-ra fejeződött volna be a megépítése. 1993 novemberében azonban egy fontos lépés történt: a program nemzetközivé vált. A NASA és az Orosz Űrügynökség megállapodott, hogy a Freedom, és a Mir-2 fölhasználásával, az európai ESA és a japán NASDA együttműködésében egyetlen közös Nemzetközi Űrállomást építenek meg. Ezt Bill Clinton amerikai elnök jelentette be.

## A Nemzetközi Űrállomás

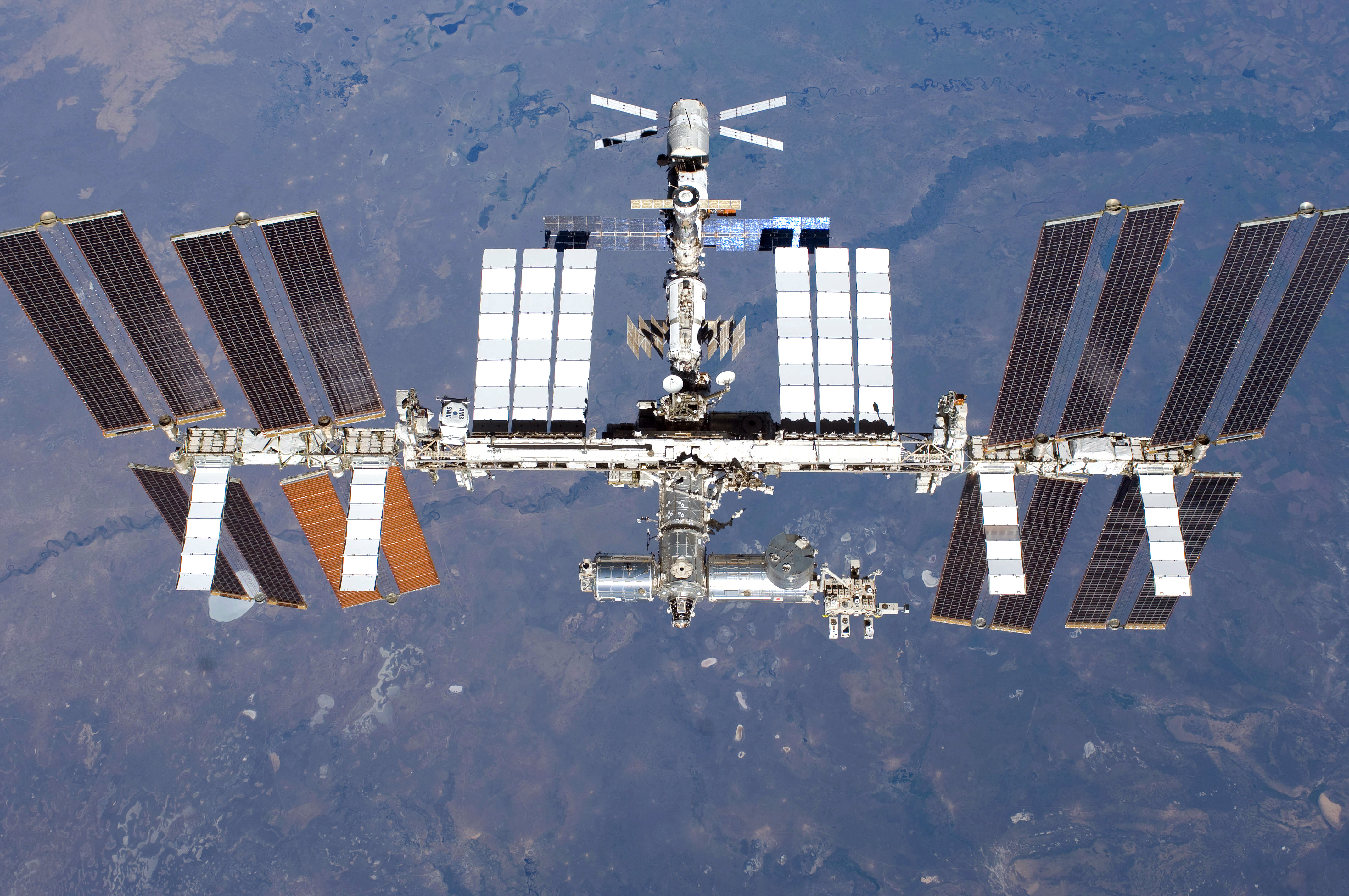
A Nemzetközi Űrállomás 2011 májusában